# Ursulinenconvent (Montpellier)

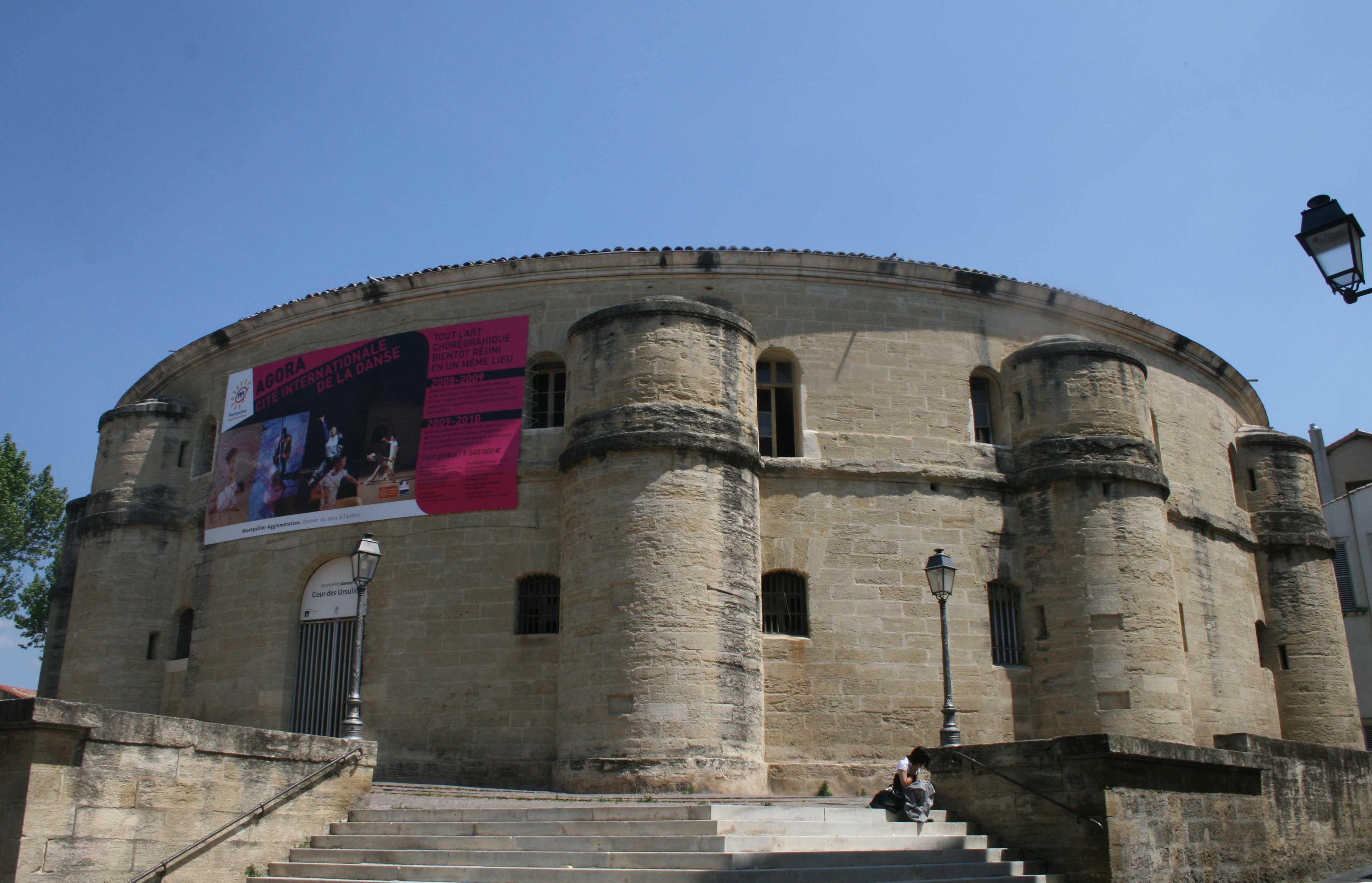
Voormalig Ursulinenconvent in Montpellier

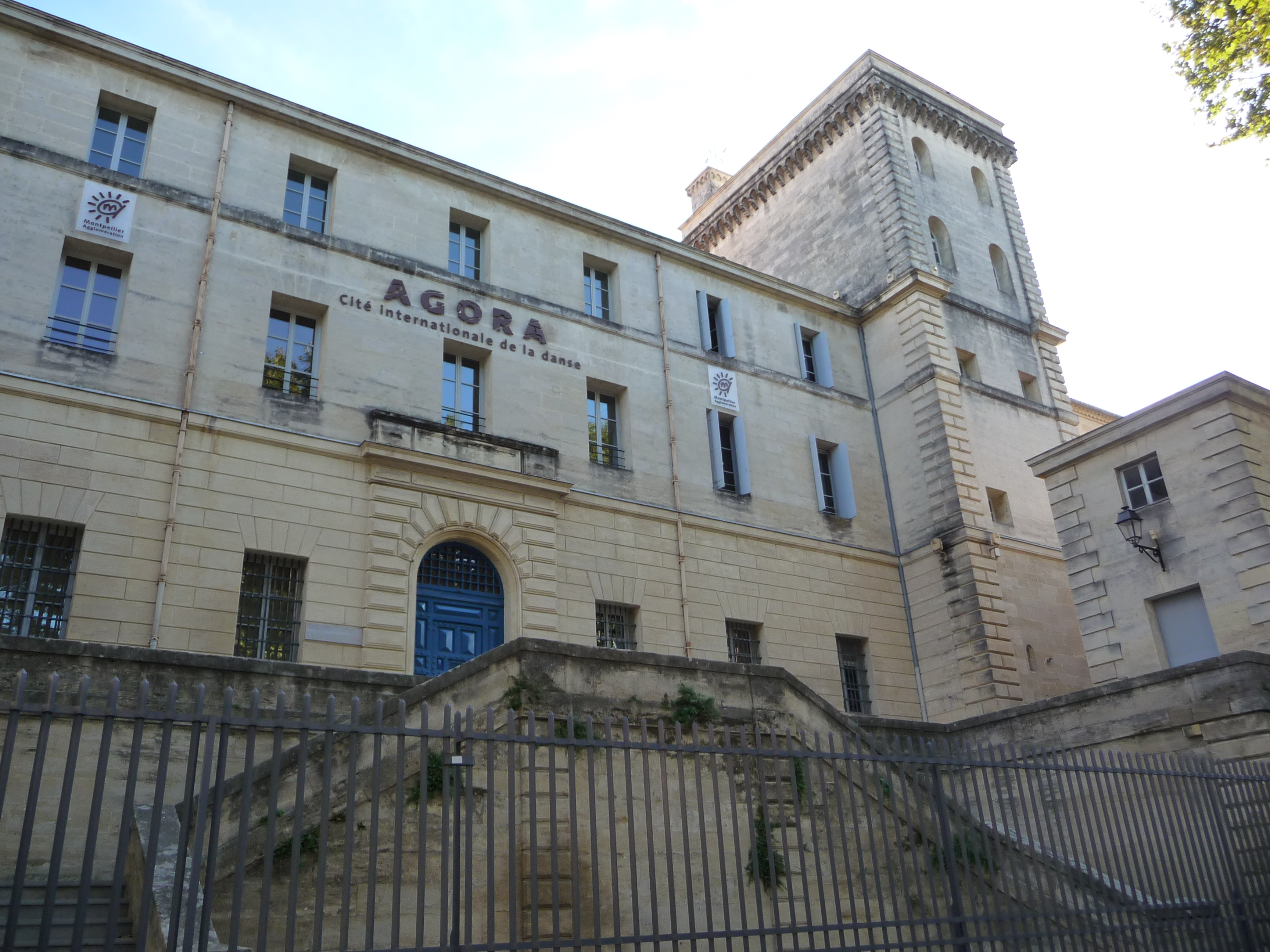
Dansschool op de site

Het Ursulinenconvent (17e eeuw) van de Franse stad Montpellier, in het departement Hérault, was een klooster met meisjesonderwijs van 1682 tot 1791. Nadien deed het dienst als gevangenis en kazerne en sinds 1980 vestigt de stad Montpellier er artistieke instellingen.

## Historiek

### Ursulinen
Pierre de Fenouillet, bisschop van Montpellier, stimuleerde de vestiging van vrouwelijke kloosterorden in de stad. Zo kwamen er Ursulinen over uit het bisdom Agde (1641). De zusters zochten een huisvesting in de ruïnes van het convent van Sainte-Catherine de Saint Gilles. Een andere zusterorde, deze van de Visitandinnen, was de eigenaar van de ruïnes. Bisschop de Fenouillet spoorde aan tot het snel uitvoeren van bouwwerken. Een eerste bouwfase was in de jaren 1647-1657; de Ursulinen bouwden het meeste zelf met eigen handen. Ze werden eigenaar van het terrein en een tweede bouwfase volgde 1660-1682. Het Ursulinenklooster had rijkdom verworven, trok meer leden aan en kon een architect aanstellen: Jean Bonnassier. Onder voogdij van bisschop de Fenouillet hielden de Ursulinen zich bezig met het opvangen en opleiden van meisjes die in armoede leefden. Er kwam ook een ziekenboeg. Het Ursulinenconvent had een van de belangrijkste onderwijsactiviteiten in de stad.
Bisschop Joachim de Colbert, een jansenist, vond in de Ursulinen medestanders van het jansenisme (begin 18e eeuw). Het convent kende haar hoogtepunt op financieel vlak. Zijn opvolger, bisschop Berger de Charancy, was dan weer een vervolger van het jansenisme. Het Ursulinenconvent moest de deuren sluiten voor novicen en zijn zieken overdragen naar ziekenboegen van andere kloosters. Het kwam tot een open conflict.
Diens opvolger, bisschop François Rainaud de Villeneuve, kon de gemoederen doen bedaren. Het Ursulinenconvent kende een verdere expansie. Van 1785 tot 1789 werden verfraaiingswerken uitgevoerd; een grote vleugel verscheen aan de zuidkant.
Tijdens de Franse Revolutie (1789) meenden de Ursulinen dat ze zouden verder bestaan omwille van het belang van hun onderwijsactiviteiten. Het revolutionair regime in Montpellier sloot het convent evenwel in 1791.

### Na de Franse Revolutie
Het gebouw werd een gevangenis in de eeuwwisseling 18e-19e eeuw; er werd een rotonde toegevoegd van waaruit alle cellen konden bewaakt worden. Van 1825 tot 1934 was het de vrouwengevangenis van Montpellier.
Van 1934 tot 1945 was het een militaire gevangenis. Meer bepaald tijdens de Tweede Wereldoorlog had de Gestapo er haar foltergevangenis ingericht.
Van 1945 tot 1986 had het Franse leger er een kazerne, genoemd de Kazerne Grossetti.
Nadien rezen er plannen om het eeuwenoud gebouw af te breken. Dit werd voorkomen toen de stad Montpellier het voormalige convent opkocht. Ze restaureerde het. In 1991 volgde de erkenning als monument historique van Frankrijk.
De stad huisvest in het gebouw enkele van haar artistieke instellingen, zoals een school voor choreografie en voor dans. De gezamenlijke naam is Agora.